# Stortjärnen (Lycksele socken, Lappland, 715224-163451)
Stortjärnen är en sjö i Lycksele kommun i Lappland och ingår i Öreälvens huvudavrinningsområde.